# ユネス・ナムリ
ユネス・ナムリ（Younes Namli 、1994年6月20日 - ）は、デンマーク出身のプロサッカー選手。ル・アーヴルAC所属。ポジションはFW。
モロッコにルーツを持つ。

## 経歴
地元クラブであるABコペンハーゲンでプロキャリアをスタート。
2015年1月、トライアル参加を経てSCヘーレンフェーンと2年半契約を結んだ。
2017年6月、PECズヴォレに移籍。
2019年5月22日、FCクラスノダールと4年契約を結んだ。
2020年1月15日、2年間のレンタルでコロラド・ラピッズに加入。
2022年1月11日、スパルタ・ロッテルダムに2021-22シーズン終了までの契約でレンタル移籍をした。
2023年7月21日、PECズヴォレに1年契約で移籍した。
2025年8月6日、ル・アーヴルACに1年契約で移籍した。